# اندیس اسکل‌آباد
اسکل آباد یک اندیس فلزی است که در حوالی شهر نوک آباد استان سیستان و بلوچستان قرار دارد و مادهٔ معدنی موجود در آن، طلا است.  